# 추녀
추녀는 전통건축에서 사용되는 용어로 처마의 네 모퉁이에서 지붕의 하중을 받는 부재를 말한다. 보통 춘설(春舌)로 적고 읽을 때는 '추녀'로 읽는다. 조선 시대에는 충연(衝椽), 충설(衝舌)로 표기하기도 하였다. 옛 표기에서 앞 글자 '충(衝)'은  추녀에 해당하는 같은 용어인 일본의 우행(隅行)이나 중국의 각량(角梁)에서  '우(隅)'와 '각(角)'이 모두 모서리라는 의미로 쓰인 것과 비교하면 우리나라에서도 같은 의미로 사용되었을 것으로 여겨진다. 또한 '설(舌)'로 표기된 글자는 무엇을 내밀었을 때 종종 사용되는 '혀'(단혀나 서까래의 '서')의 한자 표기로 전체적으로 보면 '모퉁이에서 내민 부재'라는 뜻을 갖게 되는 것이다.